# Michelle Mone

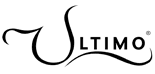
Ultimo logo

Michelle Mone, baronesa Mone, OBE (Glasgow, 8 de octubre de 1971) es política británica, anteriormente perteneciente al partido conservador, del cual se dio de baja en diciembre de 2023.

## Biografía
Ex modelo escocesa y empresario de lencería, en 2015 fue creado una baronía que le fue concedida Lady Mone de Mayfair en la ciudad de Westminster.

## Distinciones honoríficas
- OBE (2010)
- Baronesa (2015)